# Prałatura Terytorialna El Salto
Prałatura terytorialna El Salto (łac. Territorialis Praelatura Saltensis in Mexico) – prałatura terytorialna Kościoła rzymskokatolickiego w Meksyku. Należy do archidiecezji Durango. Została erygowana 10 czerwca 1968 roku przez papieża Pawła VI bullą Non habentibus. Wierni z tych terenów należeli wcześniej do archidiecezji Durango.

## Ordynariusze
- Francisco Medina Ramirez OCD (1973–1988)
- Manuel Mireles Vaquera (1988–2005)
- Ruy Rendón Leal (2005–2011)
- Juan María Huerta Muro OFM (2012–2025)